# خماسي برومو ثنائي فينيل الإيثر
خماسي برومو ثنائي فينيل الإيثر هو أحد مثبطات اللهب المبرومة التي تنتمي إلى مجموعة الإيثرات ثنائية الفينيل متعددة البروم (PBDEs)، والتي ينبغي وقف إنتاجها صناعيّا بسبب سميتها وثباتها بموجب اتفاقية ستوكهولم، وهي معاهدة بيئيّة دولية للحدّ من الملوثات العضوية الثابتة الرئيسية (POP) والتخلص منها تدريجيًا.

## التركيب والإنتاج
يشير مصطلح خماسي برومو ثنائي فينيل الإيثر وحده إلى مجموعة من أيزوميرات أو متصاوغات مختلفة من الإيثرات ثنائية الفينيل خماسية البروم، بينما يتألّف مركب خماسي برومو ثنائي فينيل الإيثر التجاري من مزيج من مجانسات مختلفة من الإيثرات ثنائية الفينيل متعددة البروم بالإضافة إلى الإيثر ثنائي الفينيل متعدد البروم-47 (2,2',4,4'-إيثر ثنائي الفينيل رباعي البروم)، والإيثر ثنائي الفينيل متعدد البروم-99 (2,2',4,4',5-الإيثر ثنائي الفينيل خماسي البروم) وهو المركب الأكثر وفرة في الخليط.
| التركيب الجزيئي      | المجانس | الاسم                                          | نسبة المُركّب في الخليط |
| -------------------- | ------- | ---------------------------------------------- | --------------------- |
| Structure of BDE-47  | BDE-47  | 2,2′,4,4′-إيثر ثنائي الفينيل رباعي البروم      | 38–42%                |
| Structure of BDE-85  | BDE-85  | 2,2′,3,4,4′-إيثر ثنائي الفينيل خماسي البروم    | 2.2–3.0 %             |
| Structure of BDE-99  | BDE-99  | 2,2′,4,4′,5-إيثر ثنائي الفينيل خماسي البروم    | 45–49%                |
| Structure of BDE-100 | BDE-100 | 2,2′,4,4′,6-إيثر ثنائي الفينيل خماسي البروم    | 7.8–13 %              |
| Structure of BDE-153 | BDE-153 | 2,2′,4,4′,5,5′-إيثر ثنائي الفينيل سداسي البروم | 5.3–5.4 %             |
| Structure of BDE-154 | BDE-154 | 2,2′,4,4′,5,6′-إيثر ثنائي الفينيل سداسي البروم | 2.7–4.5 %             |

مع إهمال المجانسات التي تكون نسبة المركّب فيها أقل من 1%.

## الاستخدامات
يعتبر الاستخدام الأكثر شيوعا لخماسي برومو ثنائي فينيل الإيثر التجاري هو استخدامه في صناعة اللدائن كمثبط للهب للحدّ في رغوة البولي يوريثان المرنة، كما يشيع استخدامه في قارة آسيا في لوحات الدوائر المطبوعة وفي تطبيقات أخرى.
ارتفع مُعدّل الاستهلاك الصناعي العالمي لخماسي برومو ثنائي فينيل الإيثر التجاري من 4000 طن سنويًا في عام 1991 إلى 8.500 طن سنويًا في عام 1999، وقُدّر الاستهلاك السنويّ لخماسي برومو ثنائي فينيل الإيثر التجاري في جميع أنحاء العالم في عام 2001 بنحو 7500 طنًّا كان نصيب قارتي أمريكا الشمالية والجنوبية منها حوالي 7100 طن، بينما كان نصيب قارة أوروبا منها 150 طنًا، وبلغ نصيب قارة آسيا منها 150 طنًا، ولكن بدءًا من عام 2007 بدأت سياسات الحد من الإنتاج الصناعي لخماسي برومو ثنائي فينيل الإيثر التجاري في كل من أوروبا واليابان وكندا وأستراليا والولايات المتحدة الأمريكيّة على الرغم من استمرار انتاجه في أماكن أخرى من العالم.

## الآثار البيئية
يمكن العثور على تركيزات مرتفعة من مُركّبات خماسي برومو ثنائي فينيل الإيثر في البيئة في الهواء والماء والتربة والغذاء والرواسب والغبار، والتي تنبعث من العمليّات المختلفة لتصنيع المنتجات المحتوية على هذه المركبات، أو تنبعث من هذه المنتجات نفسها.

### المخاطر الصحيّة
لا يوجد أثار صحية مثبتة على وجه الدقة لمركبات خماسي برومو ثنائي فينيل الإيثر على صحة الإنسان، وعلى الرغم من ذلك فقد يكون لها أثار على نمو الكبد والغدة الدرقية والسلوك العصبي وفقا لعدد من الدراسات والتجارب التي أجريت على الحيوانات.
يُمكن أن تدخل مُركبات خماسي برومو ثنائي فينيل الإيثر إلى جسم الإنسان عن طريق الابتلاع أو الاستنشاق، ومن ثم تُختزن بشكل رئيسي في دهون الجسم ويمكن أن تظل مختزنة في الجسم لسنوات.
وجدت دراسة أجريت عام 2007 أنّ لكل من مُركّب الإيثر الثنائي الفينيل الرباعي البروم 47 (PBDE 47) ومُركّب الإيثر الثنائي الفينيل الخماسي البروم 99 (PBDE 99) عوامل تضخّم حيويّة في الحيوانات آكلة اللحوم الأرضيّة وفي البشر تبلغ 98، وهي نسبة أعلى من أي مواد كيميائية صناعية أخرى تمت دراستها. وفي تحقيق أجراه الصندوق العالمي للطبيعة عُثر على المادة الكيميائية المثبطة للهب المبرومة (PBDE 153)، وهي أحد مكونات منتجات مثبطات اللهب ثنائية الفينيل الخماسي وثماني البروم، في جميع عينات الدم لدى 14 وزيراً من وزراء الصحة والبيئة في 13 دولة من دول الاتحاد الأوروبي.

## الحد من الاستخدام
أجرى الاتحاد الأوروبي تقييمًا شاملاً لمخاطر استخدام مركبات خماسي برومو ثنائي فينيل الإيثر بموجب لائحة المواد الحالية 793/93 / EEC، وبناءا عليها حظر الاتحاد الأوروبي استخدام خماسي برومو ثنائي فينيل الإيثر منذ عام 2004.
أُضيف خماسي برومو ثنائي فينيل الإيثر في مايو (أيّار) من عام 2009 إلى اتفاقيّة استكهولم للحد من الملوثات العضوية الثابتة لأنه يفي بالمعايير التي حددتها الاتفاقية لتعريف ذلك النوع من الملوثات والمتمثلة في الثبات، والتراكم الأحيائي والسُمّية.

### في ألمانيا
وافق المستهلكون الصناعيون لخماسي برومو ثنائي فينيل الإيثر في ألمانيا بدءا من عام 1986 على التخلص التدريجي الطوعي من استخدام مُركباته.

### في السويد
بدأت الحكومة السويدية سياسات الحدّ من إنتاج واستخدام الإيثر ثنائي الفينيل بدءا من عام 1999، وفي غضون بضع سنوات كانت قد فرضت حظرا كاملا على الواردات منه.

### في الولايات المتحدة
منعت الولايات المتحدة الأمريكية اعتبارًا من عام 2005 أي تصنيع أو استيراد جديد لخماسي برومو ثنائي فينيل الإيثر، والإيثرات ثنائية الفينيل ثمانية البروم دون الخضوع أولاً لتقييم وكالة حماية البيئة الأمريكية، وبحلول منتصف عام 2007 كانت إحدى عشرة ولاية في الولايات المتحدة الأمريكية قد حظرت استخدام واستيراد الإيثر الثنائي الفينيل الخماسي البروم.

## البدائل
نظمت وكالة حماية البيئة الأمريكية بدءًا من عام 2003 شراكة لفهم خيارات السلامة من الحرائق وآليات تثبيط اللهب في صناعة الأثاث بشكل أفضل بعد موافقة  الشركة المصنعة الوحيدة في الولايات المتحدة على البدء في التخلص التدريجي من إنتاج خماسي برومو ثنائي فينيل الإيثر من في 31 ديسمبر 2004، وفي عام 2005 نشرت الشراكة تقييمات لبدائل مقترحة لخماسي برومو ثنائي فينيل الإيثر، ومن بينها ثلاثي فينيل الفوسفات، والكحول ثلاثي البرومونوبنتيل، وفوسفات ثلاثي (1،3-ثنائي كلورو -2-بروبيل)، و12 مادة كيميائية مسجّلة الملكيّة.